# 六大维拉亚特

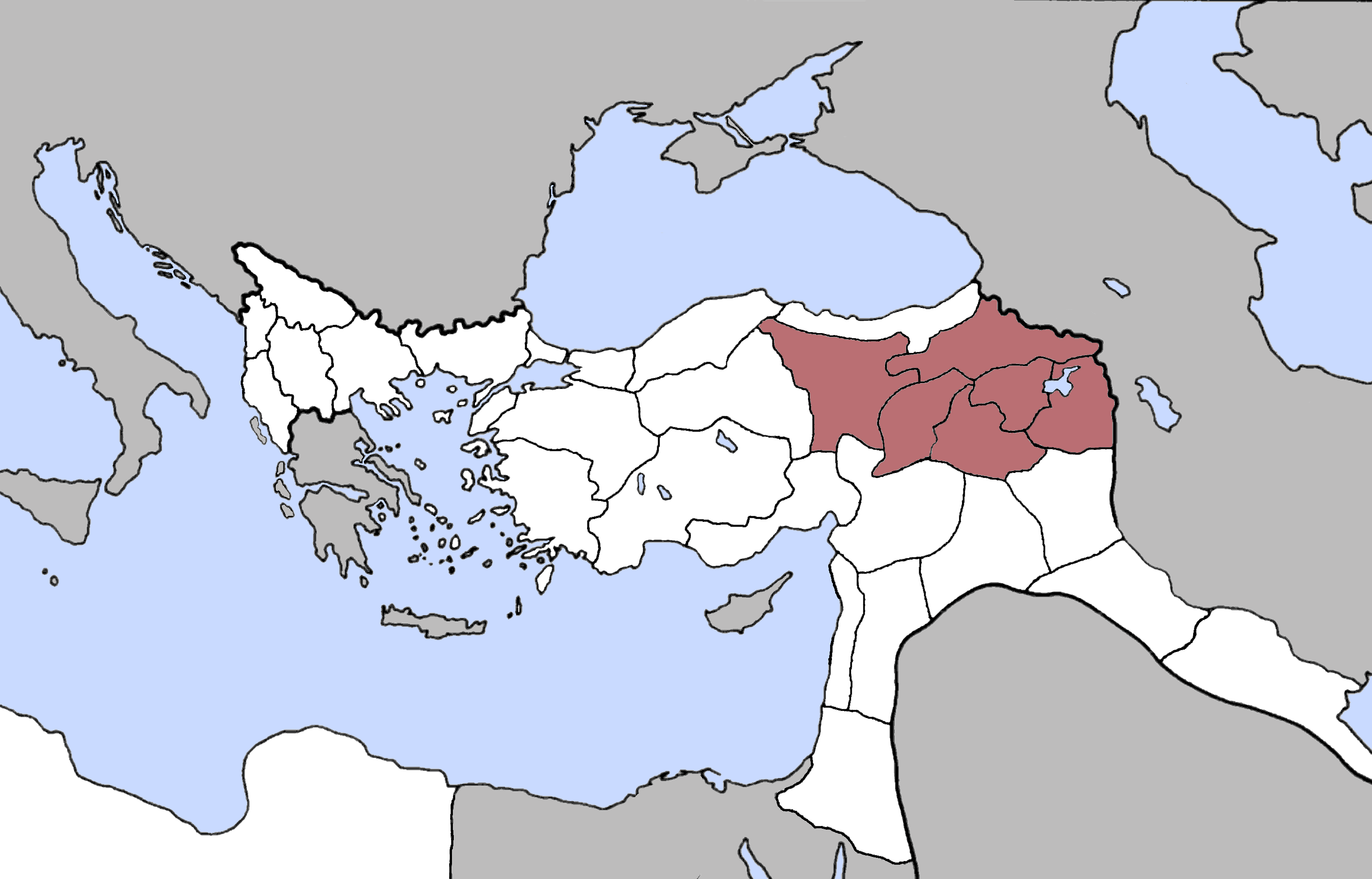
20世纪初的六大维拉耶

六大维拉耶（鄂圖曼土耳其語： Vilâyat-ı Sitte）或六大亚美尼亚维拉耶（亞美尼亞語： Vets' haykakan vilayet'ner），奥斯曼帝国时期亚美尼亚人聚居的六个维拉耶（或称“州”，该国的一级行政区划），分别为凡、埃尔祖鲁姆、马穆雷特埃拉泽、比特利斯、迪亚巴克尔、锡瓦斯六州。

## 词源
“六大维拉亚特”（Six Vilayets）一词属于外交术语，指奥斯曼帝国东部有大量亚美尼亚人聚居的六个行政区划。1878年柏林會議上，欧洲外交官经常提到“六大亚美尼亚维拉亚特”（Six Armenian Vilayets）。